# Grimbergen (øl)
Grimbergen er et belgisk ølmærke. Øllen blev oprindeligt brygget af munke i den belgiske by Grimbergen i 1100-tallet, men brygges i dag på forskellige bryggerier i Belgien, Frankrig, Polen og Italien. Mærket har siden 2008 været ejet af Carlsberg Group. 

## Mærkets nyere historie
Det belgiske bryggeri Brouwerij Maes (Maes Bryggeri) kontaktede i 1958 munkene på klostret med forslag om at kommercialisere den mørke øl, som Maes havde udviklet under mærket "Grimbergen". Indtil 1978 blev Grimbergen Dubbel og Tripel brygget på bryggeriet i Waarloos (en by i kommunen Kontich). Herefter flyttede produktionen til Brasserie Union i Jumet. Da bryggeriet i Jumet lukkede i 2007, flyttede produktionen til Brouwerij van Alken i byen Alken.
De øl, der blev solgt under navnet Grimbergen, blev herefter brygget af to forskellige selskaber. Alken-Maes i Belgien bryggede øllen før 2008. Alken-Maes blev overtaget af Heineken International i 2008. I forbindelse med overtagelsen blev Grimbergen mærket overtaget af Carlsberg Group, men Heineken blev givet en licens med lang løbetid til at bruge mærket i Belgien.. Som et resultat deraf, brygges Grimbergen i dag i Belgien af Heineken under licens fra Carlsberg og udenfor Belgien fremstilles øllen af Carlsberg, der brygger den på sit bryggeri Kronenbourg i Frankrig.  I Nederlandene er bryggeriet Grolsch ansvarligt for markedsføringen af Grimbergen brygget af Alken-Maes. Carlsberg fremstiller endvidere Grimbergen i Polen og Italien.